# Einar Hákonarson
Einar Hákonarson (ur. 14 stycznia 1945 w Reykjavíku) – jeden z najsłynniejszych islandzkich artystów, malarz, przedstawiciel ekspresjonizmu. Znacznie przyczynił się do rozwoju i rozpowszechnienia sztuki islandzkiej. Jest autorem serii obrazów o obozie w Auschwitz, za którą to był wielokrotnie nagradzany.